# Константинов Іван Антонович
Іван Антонович Константинов (1903 — розстріляний 16 січня 1938) — радянський партійний діяч, 1-й секретар Генічеського районного комітету КП(б)У Дніпропетровської області. Кандидат у члени ЦК КП(б)У в червні 1937 — січні 1938 р.

## Біографія
Народився у селянській родині. Член РКП(б) з 1925 року.
Перебував на відповідальній партійній роботі.
На початку 1930-х років — 1937 року — 1-й секретар Генічеського районного комітету КП(б)У Дніпропетровської області.
У 1937 році заарештований органами НКВС. 3 січня 1938 року засуджений до вищої міри покарання, розстріляний. Посмертно реабілітований 15 вересня 1956 року.